# Jeffery Dench
Jeffery Dench (29 de abril de 1928 - 27 de marzo de 2014) fue un actor británico que vivía en Stratford-upon-Avon. Era el hermano mayor de la actriz Judi Dench.

## Biografía
Jeffery Dench nació en Tyldesley, Mánchester, Lancashire. Era hijo de Eleanora Olave (nacida Jones), una nativa de Dublín, y Reginald Arthur Dench, un médico que conoció a la madre de Jeffery mientras estudiaba medicina en el Trinity College de Dublín. Jeff vivió en Tyldesley, cerca de Leigh, Lancashire, con su hermano, Peter. Más tarde, la familia se trasladó a York, donde nació Judith. El 27 de marzo de 2014 se anunció que había muerto Jeffery Dench.
Jeffery asistió a San Pedro, York, donde comenzó a actuar con el papel de Cleopatra en César y Cleopatra de George Bernard Shaw. Pasó su servicio nacional en un teatro del ejército en Catterick antes de asistir a la Escuela Central de Discurso y Drama. Fue allí donde conoció a su esposa Betty, que estaba trabajando como terapeuta del habla.
Jeffery se trasladó a Clifford Chambers y se unió a la Royal Shakespeare Company en 1963, donde trabajó durante muchos años.
Con su esposa Betty, Jeffery tuvo tres hijas: Sarah, una maestra que vive en Brailes; Clare, que vive en Shiplake, y Emma, una historiadora previamente en Birkbeck, Universidad de Londres, y actualmente en la Universidad de Harvard, en Cambridge, Massachusetts.
La esposa de Jeffery, Betty, murió de un ataque al corazón el 11 de enero de 2002. Después de la muerte de su esposa, se casó con Ann Curtis, diseñadora de vestuario de la RSC y amiga de la familia desde hacía mucho tiempo.

## Filmografía
| Año  | Filme        | Rol   |
| ---- | ------------ | ----- |
| 1995 | First Knight | Elder |

## Apariciones en televisión
| Año  | Programa                                          | Rol                                           | Otras notas                                                      |
| ---- | ------------------------------------------------- | --------------------------------------------- | ---------------------------------------------------------------- |
| 1955 | BBC Sunday Night Theatre – The Merchant of Venice | Launcelot Gobbo                               |                                                                  |
| 1982 | The Life and Adventures of Nicholas Nickleby      | Mr. Cutler/Landlord/Mr. Blightey/Arthur Gride | Miniseries                                                       |
| 1985 | Cyrano de Bergerac                                | Marquis 1                                     |                                                                  |
| 1986 | What a Way to Run a Revolution                    |                                               |                                                                  |
| 1987 | Rumpole of the Bailey                             | Denis Driscoll                                | Apareció en un episodio, titulado Rumpole and the Old, Old Story |
| 1989 | The Lady and the Highwayman                       | Magistrate                                    |                                                                  |
| 1996 | The Brittas Empire                                | Warwick Newmark                               | Apareció en un episodio, titulado Surviving Christmas            |
| 2000 | Empires: The Greeks - Crucible of Civilization    | Pericles                                      | sin acreditar                                                    |

## Apariciones selectas en teatro
| Año        | Obra                                                                               | Rol                                | Teatro                                         |
| ---------- | ---------------------------------------------------------------------------------- | ---------------------------------- | ---------------------------------------------- |
| 1964       | Henry IV Part 1 by William Shakespeare                                             | Richard Scroop, Archbishop of York | Royal Shakespeare Theatre, Stratford-upon-Avon |
| 1965       | Hamlet de William Shakespeare                                                      | Marcellus/Ambassador from England  | Aldwych Theatre, London                        |
| 1969/71/72 | Twelfth Night de William Shakespeare                                               | Andrew Aguecheek                   | Royal Shakespeare Theatre, Stratford-upon-Avon |
| 1971       | Toad of Toad Hall de A. A. Milne                                                   | Ratty                              | Royal Shakespeare Theatre, Stratford-upon-Avon |
| 2002       | Henry V – The Battle of Agincourt de William Shakespeare, adaptado por John Barton | Chorus                             | Various, including King Edward VI School       |
| 2006       | Merry Wives – The Musical de William Shakespeare                                   | Robert Shallow                     | Royal Shakespeare Theatre, Stratford-upon-Avon |